# Estadio Único Madre de Ciudades
El Estadio Único Madre de Ciudades es un recinto deportivo ubicado en la ciudad de Santiago del Estero, Argentina.
Fue inaugurado el 4 de marzo de 2021, siendo sede del partido de la Supercopa Argentina 2019 entre Racing Club y River Plate, el cual terminó en victoria de este último por 5 a 0.
Estaba planeado para ser una de las sedes de la Copa América 2021, donde se disputarían los partidos Chile-Paraguay y Uruguay-Paraguay, pero la competición finalmente pasó a Brasil por pedido del gobierno argentino a la Conmebol, ante el aumento de casos de covid.

## Historia
El 13 de abril de 2018, el gobernador de Santiago del Estero, Gerardo Zamora, junto al presidente de la AFA, Claudio Tapia, presentaron el proyecto del nuevo estadio único provincial y oficializaron su construcción. Ambas autoridades firmaron un convenio para que dicho estadio sea sede de partidos de Eliminatorias para la Selección de fútbol de Argentina y además sea postulado como uno de los escenarios de la Copa América 2021, pues Argentina junto a Colombia fueron los países seleccionados para realizar dicho torneo.
Además el estadio tiene como principal propósito ser una de las hipotéticas subsedes de la Copa Mundial de Fútbol de 2030 en caso de que la candidatura sudamericana sea elegida como sede ganadora por la FIFA.
Su construcción comenzó en junio de 2018 y en julio del año siguiente el Estadio Único fue confirmado como uno de los recintos de la Copa América 2020. Sin embargo, en noviembre de ese año, la Conmebol puso en duda dicha candidatura debido a los pocos avances que mostraba la obra en ese entonces.
Finalmente, el 3 de diciembre de 2019, el Estadio Único de Santiago del Estero fue confirmado nuevamente como sede durante el sorteo de la Copa América 2020. Dicho recinto iba a albergar el partido entre las selecciones de fútbol de Uruguay y Paraguay el 30 de junio de ese año. Sin embargo, debido a la pandemia de enfermedad por coronavirus, la Copa América se pospuso hasta 2021.
En mayo de 2020, finalizó la construcción del estadio. En ese mismo mes, este recinto fue postulado para albergar las finales de la Copa Sudamericana 2021, 2022 y 2023 y en agosto fue confirmado para albergar otro partido de la Copa América 2021, que estaría protagonizado por los seleccionados de Chile y Paraguay, el 23 de junio de ese año. Dicho encuentro se sumaría al que ya estaba confirmado entre Uruguay y Paraguay, cambiando su fecha para el 27 de junio de 2021.
No obstante la Copa América 2020 terminó jugándose en Brasil, a mediados de 2021, tras descartarse Argentina y Colombia como sedes.
El día 3 de octubre de 2021, fue la primera vez que se jugó un partido con público en el Estadio Único, ya que en encuentros anteriores estaba prohibido el ingreso del público debido a la COVID-19. Dicho partido sería entre el 
Club Atlético Mitre contra Quilmes. Se limitó el aforo: solamente serían 15 000 y con sus respectivos protocolos de seguridad sanitaria.

### Nombre

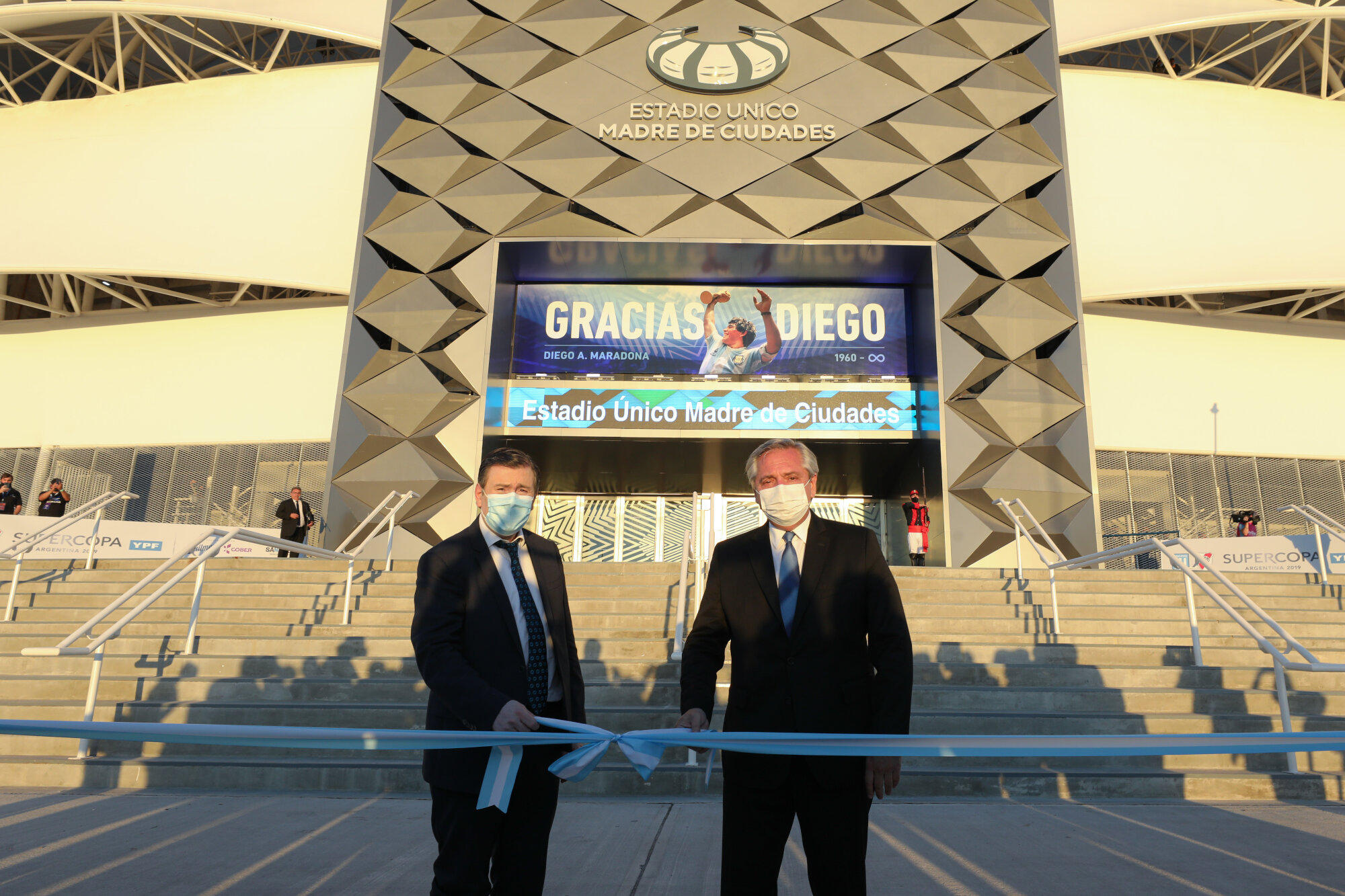
El gobernador de Santiago del Estero, Gerardo Zamora, y el expresidente de la Nación, Alberto Fernández, inaugurando el Estadio Único Madre de Ciudades.

Este recinto fue bautizado como "Estadio Único Madre de Ciudades". Se eligió dicho nombre en homenaje a la ciudad de Santiago del Estero, fundada el 25 de julio de 1553 y llamada "Madre de Ciudades", por ser la ciudad más antigua de Argentina de la que partieron las expediciones españolas que fundaron San Miguel de Tucumán, Córdoba, Salta, La Rioja, San Salvador de Jujuy y San Fernando del Valle de Catamarca.

### Inauguración
El estadio fue inaugurado el 4 de marzo de 2021. En la ceremonia y el corte de cintas estuvo presente el presidente de la Nación, Alberto Fernández, el gobernador santiagueño, Gerardo Zamora, el ministro del Interior, Wado de Pedro, entre otras autoridades nacionales y provinciales. Por la noche, se disputó el partido inaugural: la final de la Supercopa Argentina entre River Plate y Racing Club. El árbitro designado para este encuentro fue Darío Herrera.
Minutos antes de empezar el partido, los artistas Peteco Carabajal y Carolina Haick interpretaron el himno nacional argentino. A los 31 minutos del primer tiempo, el jugador colombiano Rafael Borré fue el autor del primer gol en un partido oficial en el estadio único Madre de Ciudades. El partido finalizó con una aplastante victoria de River Plate por 5 a 0, obteniendo por segunda vez el título.

## Características
En el año 2010, el arquitecto y expresidente de Estudiantes de La Plata, Enrique Lombardi, ideó el proyecto que resultó ganador en un concurso. El estadio fue concebido en un predio ubicado sobre la Costanera Norte de la ciudad de Santiago del Estero, en la ribera del río Dulce. El terreno se encuentra rodeado por el Puente Carretero, el Jardín Botánico y el Hipódromo 17 de Abril. Está conectado con el Tren al Desarrollo mediante una estación.
El proyecto consta de un estadio cilíndrico con tribunas totalmente cubiertas, cuya capacidad es de 30 000 espectadores sentados. Incluye sectores vip, un restaurante y un estacionamiento cubierto debajo de las tribunas con una capacidad para 460 automóviles; es uno de los más modernos de Argentina. Además el estadio fue ideado con una plaza de acceso principal, un museo del deporte interactivo, área de prensa y una comodidad notable en sus accesos, entre ellos, un hall de acceso preferencial. El diseño cumple con normas FIFA, CONMEBOL y AFA.
Una modificación que tuvo el Estadio Único para el partido de la selección Argentina contra Curazao, fue que se quitaron las butacas de las tribunas, Norte, Sur y bandeja superior de la Este, para aumentar su capacidad a más de 45 000 espectadores para dicho encuentro.

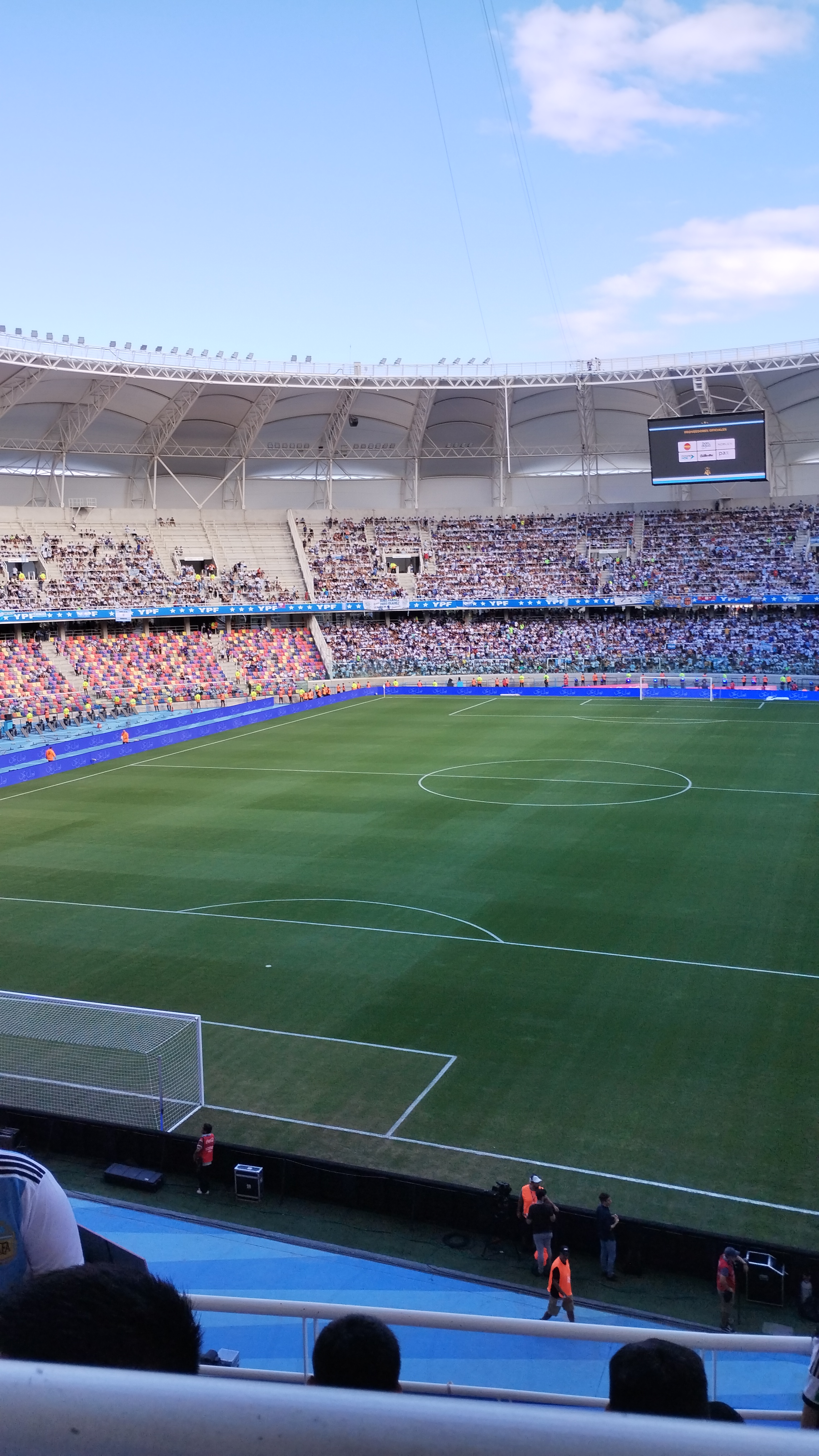
Vista del interior del Estadio Único Madre de Ciudades durante el partido de Argentina contra Curazao el 28 de marzo de 2023.

En las instalaciones internas posee cuatro vestuarios, salas de prensa, auditorio de conferencias, dos sectores para precalentamiento, enfermería, bomberos, policías y todo lo que hace al apoyo de la actividad deportiva. Las membranas de PVC forman parte de la cubierta del techo, con tonalidades blancas y grisáceas y posee respiradores especiales para propiciar un clima adecuado a los eventos de concurrencia masiva, las cuales permiten la circulación del aire. Las dimensiones de la cancha son de 68 × 105 metros, medidas reglamentarias de Conmebol, y cuenta con un total verde de 78 × 115 metros con riego por aspersión computarizado. Las orientaciones de los arcos están alineadas con el norte y el sur de modo que los arqueros no se encandilen con los rayos del sol de frente. Los dos bancos de suplentes están ubicados en el sector oeste, cada uno con 23 butacas, también se encuentra ubicado el cuarto árbitro móvil en el centro de los dos bancos de suplentes y cuenta con 114 cámaras de seguridad (equipos de alta complejidad). El sistema de sonido está dividido en 12 zonas e incluso tiene un sistema para la voz del estadio. En cuanto a la iluminación posee 192 reflectores led, que cumplen con los lux necesarios para las competencias internacionales y están programados para distintas escenas en los eventos. Cuenta con alimentadores subterráneos de media tensión para que la energía no sea interrumpida y dos grupos electrógenos. También se colocaron 2 pantallas led gigantes que se encuentran por encima de las tribunas, cada una con una dimensión de 14 × 8 metros.

## Construcción

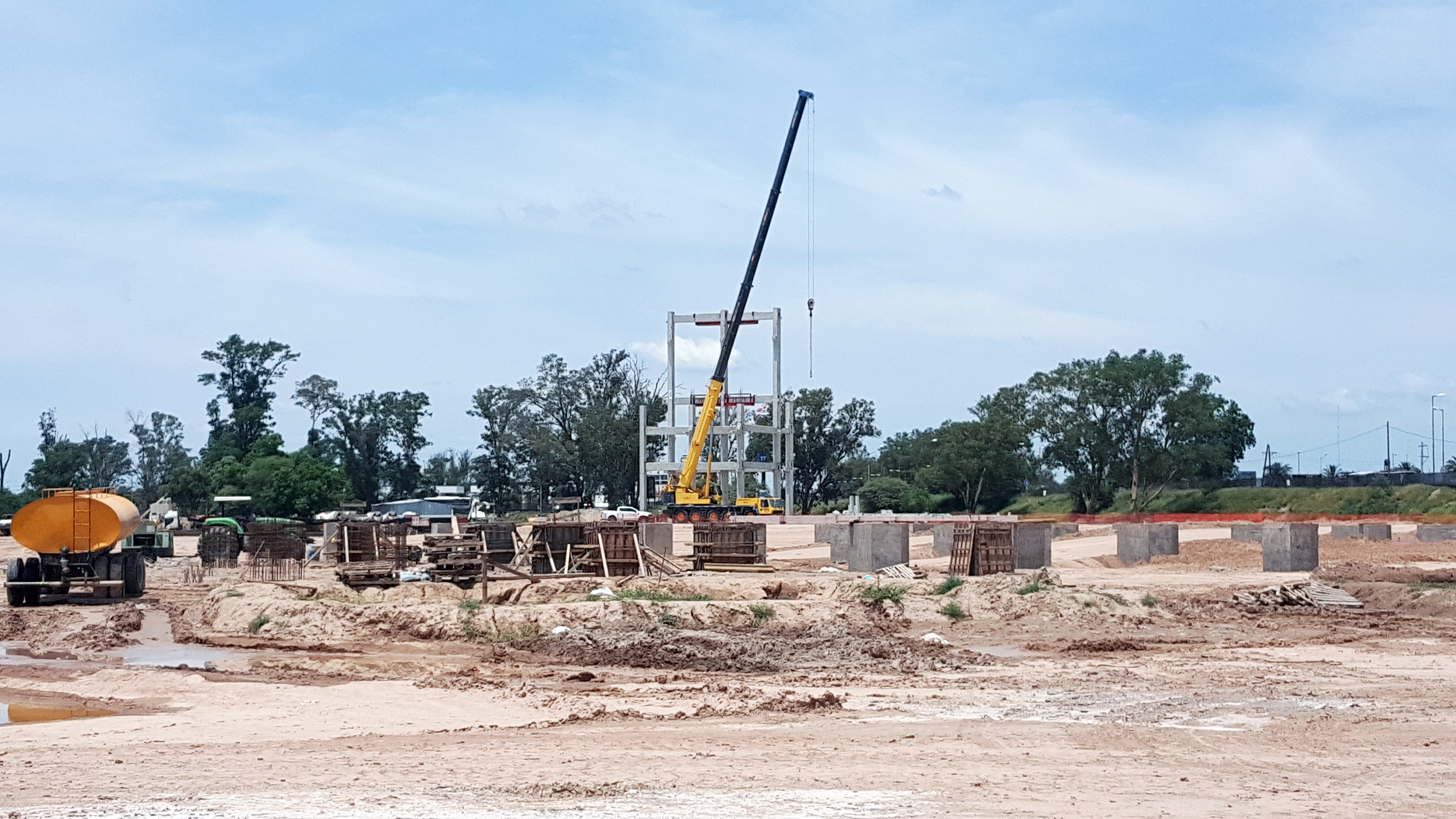
Cimentación y colocación de la primera tribuna (diciembre de 2018).

El presupuesto oficial para la construcción del estadio comenzó con $895 214 003,77 (ARS). En la licitación se presentaron tres oferentes para construir el proyecto: Astori Estructura S.A. - Mijovi S.R.L. (UTE), Crisar S.A. y Perales Aguiar.  El costo de fin de obra fue de 1500 millones de pesos según el boletín oficial de la provincia de Santiago del Estero. siendo finalizado en tiempo récord.
Luego de evaluar las propuestas, la UTE Astori-Mijovi fue quien ganó la licitación y se le adjudicó la obra, contando con un plazo de ejecución de 730 días para construir el estadio.
En junio de 2018, las maquinarias iniciaron la construcción con las labores de limpieza, preparación y nivelación del terreno. En los meses posteriores se construyeron 403 pilotes con lodo bentonítico a 21,5 metros de profundidad para la cimentación de la obra. Sobre esos mismos pilotes se hicieron unos cabezales para recibir las estructuras de hormigón premoldeado. En diciembre de ese año comenzaron a colocarse los pórticos de hormigón que sostienen toda la estructura de las tribunas, y se concluyó la playa de estacionamiento de vehículos.

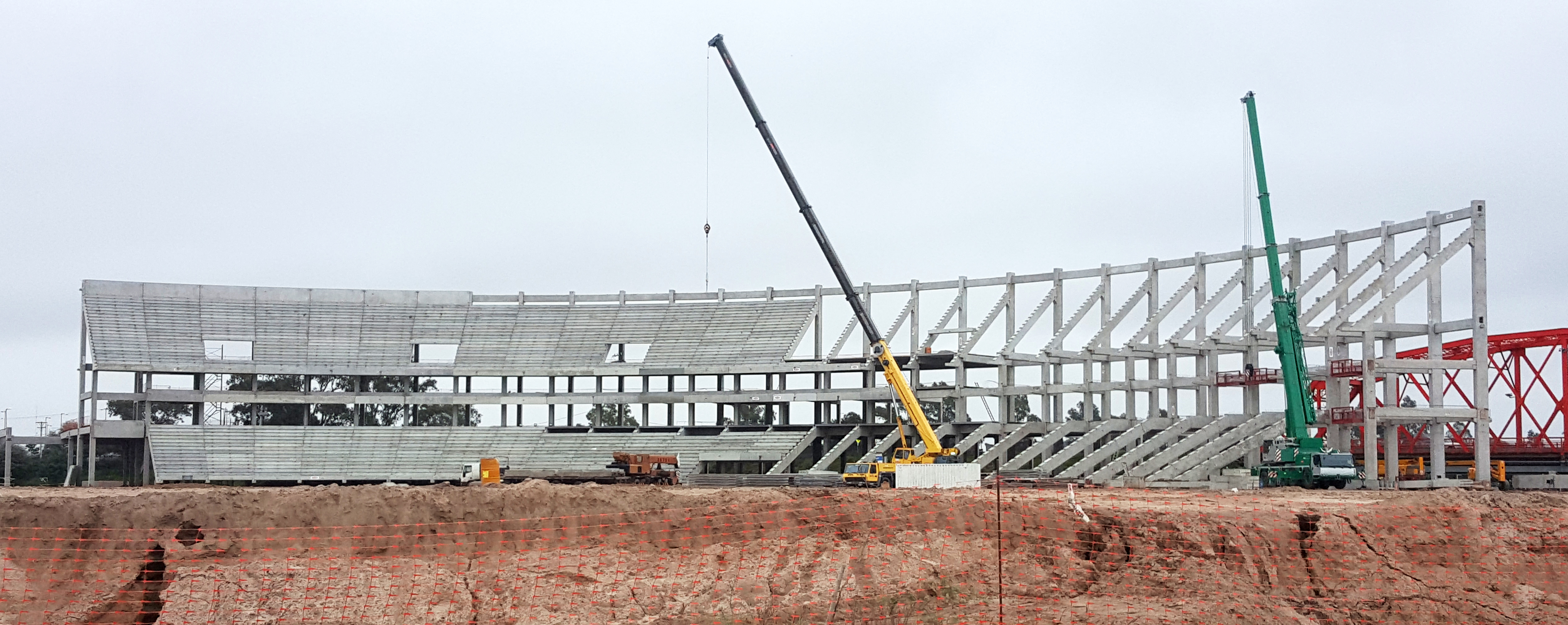
Construcción de tribuna y palcos vip (mayo de 2019).

En junio de 2019, un 65 % de la estructura de hormigón ya se encontraba instalada, y al mes siguiente se comenzó con el montaje de los 48 pórticos metálicos que forman parte de la estructura del techo, además de encontrarse avanzadas las obras en desagües, baños y el museo. En agosto de ese año la obra en su totalidad presentaba un 65 % de avance, realizándose además los pisos y paredes del museo y los baños junto con la construcción de cañerías, desagües pluviales, los 22 palcos vip y las salas para periodistas.
En septiembre se terminó la construcción de todas las tribunas. Al mes siguiente se finalizó la instalación de la estructura metálica del techo y se puso en marcha la construcción de los vestuarios y las escaleras de acceso para el público. Alrededor del estadio se construyó un talud con una altura de 7 metros, por el cual el público accederá a las tribunas subiendo las escaleras.

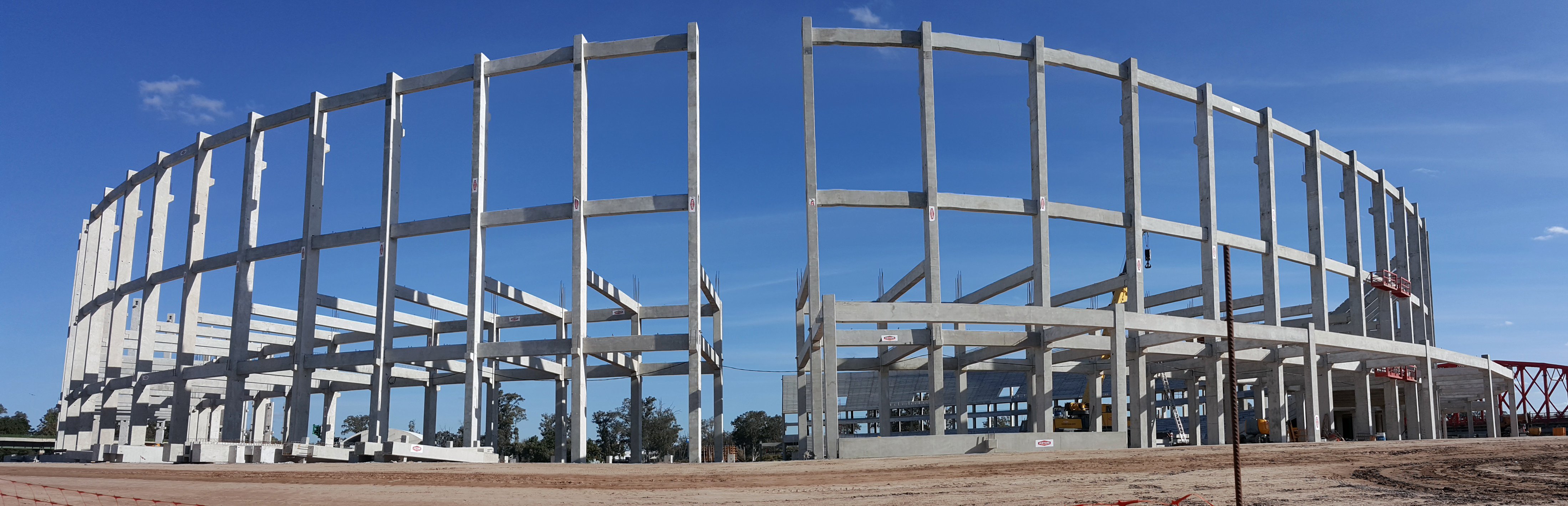
Colocación de las tribunas restantes (junio de 2019).

En noviembre de 2019 comenzaron los trabajos en el campo de juego, instalándose en primer lugar el servicio de riego por aspersión. Luego se colocaron piedras, arena y turba. En diciembre se trabajó en las escaleras de 7 metros de altura que rodean el estadio y se realizó la siembra del césped. Este último es de tipo bermuda híbrida, que tolera sombras por ser el estadio cubierto y con falta de luz solar directa.

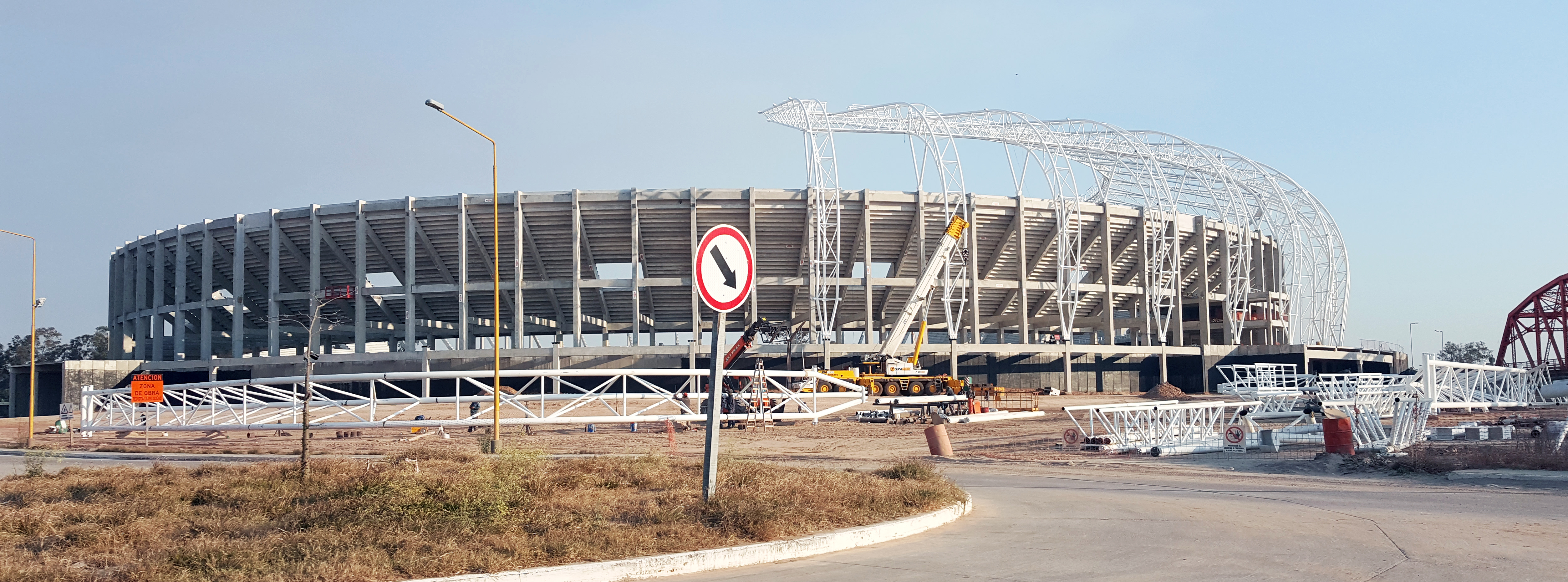
Comienza el montaje de la estructura del techo (agosto de 2019).

En enero de 2020 comenzaron a colocarse las lonas de PVC que forman parte de la cubierta del techo. Dichas membranas, de tonalidades blancas y grisáceas, fueron importadas desde Francia y tienen por dentro un tejido de nailon que está recubierto por una capa de PVC por arriba y por abajo que lo protege contra los rayos UV del sol. Las mismas se colocaron con grúas y, con ayuda de elementos metálicos en todo el perímetro y herramientas, se las subió y se las tensó. Una vez tensadas se le colocaron platinas de aluminio con clavos de impacto, fijando la lona en todo el perímetro. Terminada esta tarea, se retiraron los elementos metálicos y se sellaron las tapas de las juntas para que no queden visibles la platina ni los clavos. La cubierta del techo posee respiradores especiales para propiciar un clima adecuado a los eventos de concurrencia masiva. Estas permiten la circulación del aire, pero no permiten la entrada de luz solar. En paralelo a estas tareas, se comenzaron a colocar cerámicos, durlock y cielorrasos en los vestuarios y demás habitaciones internas del estadio.

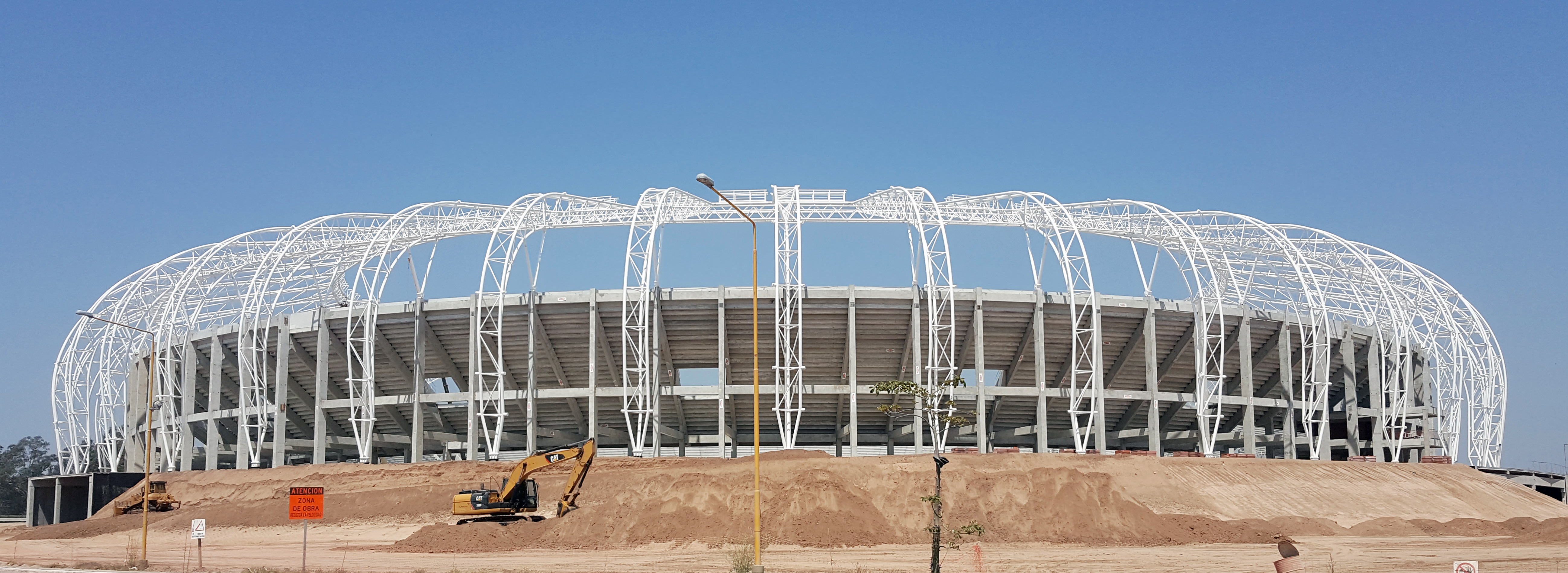
Instalación de pórticos del techo finalizada (septiembre de 2019).

A fines de enero, la obra en su totalidad presentaba más de un 80 % de avance. Se inició la colocación del blindex en las gradas altas de la tribuna y luego en las bajas. Continuaron los trabajos de soldaduría en las tribunas y en la parte trasera de las mismas se realizaron los baños del público. Por otra parte se construyeron dos boleterías, distribuidas de manera estratégica para asegurar la correcta circulación de los asistentes. Contarán con los molinetes correspondientes para poder dar seguridad a la hora de ingresar al complejo.
A principios de febrero de 2020, las ocho cantinas de las tribunas y los baños se encontraban en más de la mitad de su construcción. Se comenzaron los trabajos de puesta a punto y colocación de dos pantallas led, cada una con una dimensión de 14 por 8 metros. También en ese momento se trabajaba en la colocación de 200 cámaras, sistemas VRV (420 HP) para la climatización  de ambientes interiores y aproximadamente 25 box de cabinas de transmisión.

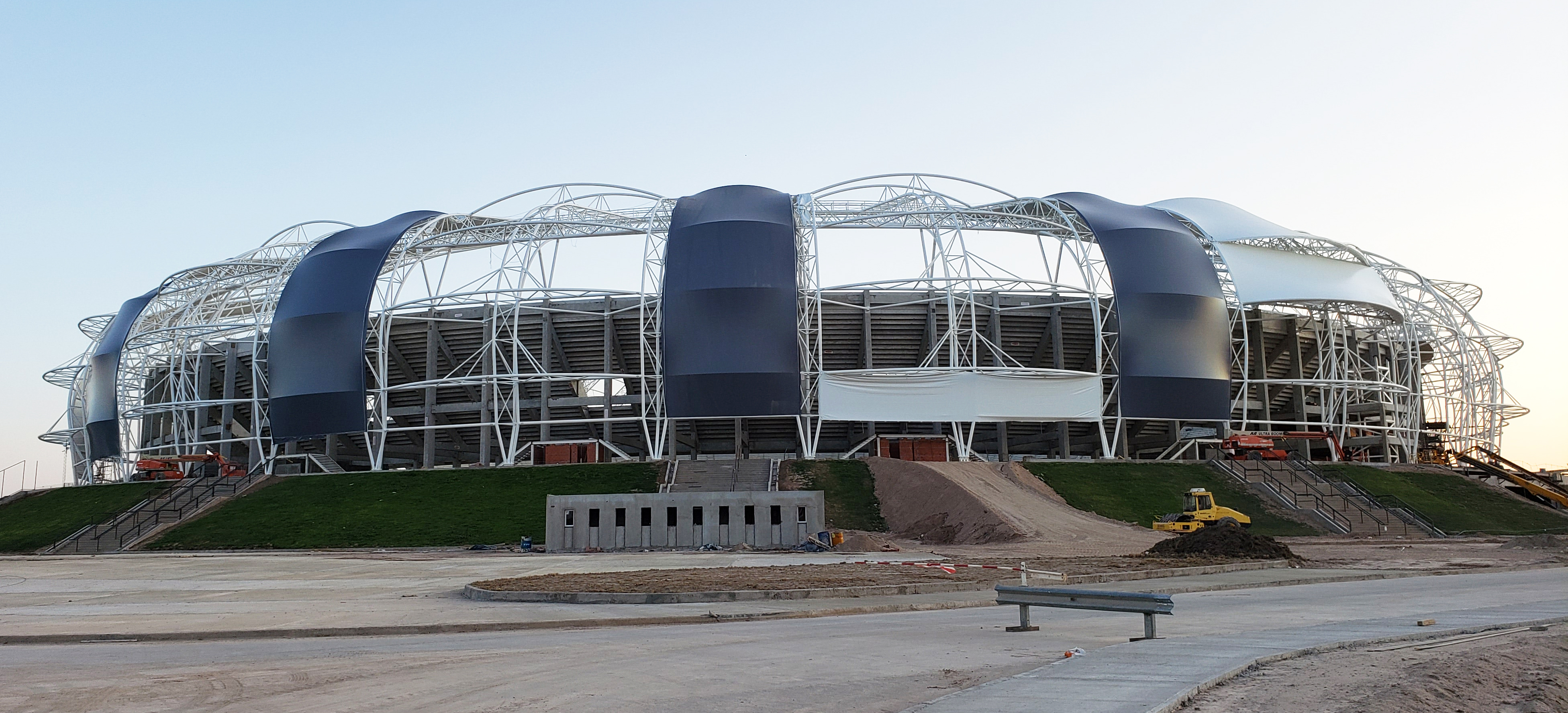
Colocación de lonas de PVC que forman parte de la cubierta del techo (enero de 2020).

En marzo llegaron desde China las butacas del estadio, de siete colores diferentes. Las del público vip presentan asiento reclinable con apoyabrazos.
El 21 de marzo de 2020, el gobierno provincial decidió interrumpir la construcción del estadio y toda obra pública en la provincia. Esta decisión formó parte de las medidas de prevención tomadas a raíz del confinamiento por la pandemia de COVID-19 en Argentina.
Las obras reanudaron el 13 de abril, con un ritmo menor al que llevaba meses anteriores debido a que la cuarentena causó dificultades en los traslados de insumos y contratistas. Durante ese tiempo se terminaron de colocar las butacas y el césped ya se encontraba en condiciones adecuadas. A fines de mayo, la obra presentaba un 90 % de avance, y al mes siguiente comenzaron las pruebas de los 192 reflectores led de 1500 W que forman parte de la iluminación del estadio, brindando 1200 lux horizontales.
En mayo de 2020, el gobierno de Santiago del Estero anunció que la obra estaba finalizada y que el estadio ya se encontraba en condiciones de ser utilizado.

### Obras complementarias
Sobre la avenida Núñez de Prado se construyó un puente que permite el acceso directo al estadio a través de la avenida Roca. De esta manera quedaron unidas dicha avenida con una calle interna del estadio, permitiendo un acceso más fluido y directo para circular por dicho sector. Dicho puente está formado por 10 vigas de hormigón de 7 toneladas cada una. Además del puente se realizó una rotonda para facilitar el acceso entre la avenida Roca con Núñez de Prado.
También se realizó una extensión de la calle Rivadavia con costanera norte. Esta obra permitirá un mejor flujo de tránsito evitando congestionamiento o saturación del mismo. Una rotonda unirá el extremo de avenida Rivadavia con la costanera.

## Controversia
El estadio generó críticas al gobierno de Santiago del Estero, por su costo.

Mientras que Gerardo Zamora
gobernador de Santiago del Estero, defendió la construcción del estadio ya que fomenta el turismo y genera empleo para la provincia.

## Partidos de la Selección Argentina
| Elim. Sudamericanas 2022; 3 de junio de 2021, 21:00 (UTC−3) | Argentina        | 1:1 (1:1) | Chile       | Estadio Único Madre de Ciudades, Santiago del Estero                         |                                                                              |
|                                                             | Messi 24' (pen.) | Reporte   | Sánchez 36' | Asistencia: 0 espectadores Árbitro(s): Jesús Valenzuela VAR: Leodán González | Asistencia: 0 espectadores Árbitro(s): Jesús Valenzuela VAR: Leodán González |

| Amistoso; 28 de marzo de 2023, 20:30 (UTC−3) | Argentina                                                                              | 7:0 (5:0) | Curazao | Estadio Único Madre de Ciudades, Santiago del Estero       |                                                            |
|                                              | Messi 19', 32', 36' · González 22' · Fernández 34' · Di María 77' (pen.) · Montiel 86' | Reporte   |         | Asistencia: 42 000 espectadores Árbitro(s): Gustavo Tejera | Asistencia: 42 000 espectadores Árbitro(s): Gustavo Tejera |

## Partidos de la Copa Mundial de Fútbol Sub-20 de 2023

### Primera ronda
| 20 de mayo de 2023 | Guatemala | 0:1 (0:0) | Nueva Zelanda | Estadio Único Madre de Ciudades, Santiago del Estero     |                                                          |
| 15:00              |           | Reporte   | Garbett 80'   | Asistencia: 15 100 espectadores Árbitro(s): Abongile Tom | Asistencia: 15 100 espectadores Árbitro(s): Abongile Tom |

| 20 de mayo de 2023 | Argentina               | 2:1 (2:1) | Uzbekistán        | Estadio Único Madre de Ciudades, Santiago del Estero          |                                                               |
| 18:00              | Véliz 27' · Carboni 41' | Reporte   | Makhamadjonov 23' | Asistencia: 37 233 espectadores Árbitro(s): François Letexier | Asistencia: 37 233 espectadores Árbitro(s): François Letexier |

| 23 de mayo de 2023 | Uzbekistán                    | 2:2 (0:2) | Nueva Zelanda             | Estadio Único Madre de Ciudades, Santiago del Estero      |                                                           |
| 15:00              | Fayzullaev 51' · Esanov 90+3' | Reporte   | Wallace 23' · Herdman 41' | Asistencia: 12 243 espectadores Árbitro(s): Oshane Nation | Asistencia: 12 243 espectadores Árbitro(s): Oshane Nation |

| 23 de mayo de 2023 | Argentina                              | 3:0 (1:0) | Guatemala | Estadio Único Madre de Ciudades, Santiago del Estero         |                                                              |
| 18:00              | Véliz 17' · Romero 65' · Perrone 90+8' | Reporte   |           | Asistencia: 37 033 espectadores Árbitro(s): Halil Umut Meler | Asistencia: 37 033 espectadores Árbitro(s): Halil Umut Meler |

| 26 de mayo de 2023 | Uzbekistán         | 2:0 (2:0) | Guatemala | Estadio Único Madre de Ciudades, Santiago del Estero       |                                                            |
| 18:00              | Nematjonov 9', 20' | Reporte   |           | Asistencia: 15 357 espectadores Árbitro(s): Mohamed Marouf | Asistencia: 15 357 espectadores Árbitro(s): Mohamed Marouf |

| 26 de mayo de 2023 | Ecuador                                                                                                   | 9:0 (4:0) | Fiyi | Estadio Único Madre de Ciudades, Santiago del Estero   |                                                        |
| 13:00 | Páez 7' · Klinger 34' · Cuero 36', 45+6' · Minda 66', 85' · Chamba 89' · C. Zambrano 90+6' (pen.), 90+10' | Reporte   |      | Asistencia: 9958 espectadores Árbitro(s): Yusuke Araki | Asistencia: 9958 espectadores Árbitro(s): Yusuke Araki |
| El jugador ecuatoriano Kendry Páez se convirtió en el jugador más joven en anotar en una Copa Mundial Sub-20 de la FIFA con tan solo 16 años y 22 días. La selección ecuatoriana sub-20 hizo la mayor goleada en su historia en cualquier categoría. | |           |      |                                                        |                                                        |

### Octavos de final
| 1 de junio de 2023 | Gambia | 0:1 (0:0) | Uruguay    | Estadio Único Madre de Ciudades, Santiago del Estero        |                                                             |
| 14:30              |        | Reporte   | Duarte 65' | Asistencia: 7644 espectadores Árbitro(s): François Letexier | Asistencia: 7644 espectadores Árbitro(s): François Letexier |

| 1 de junio de 2023 | Ecuador                         | 2:3 (1:2) | Corea del Sur                                             | Estadio Único Madre de Ciudades, Santiago del Estero      |                                                           |
| 18:00              | Cuero 36' (pen.) · González 84' | Reporte   | Lee Young-jun 11' · Bae Joon-ho 19' · Choi Seok-hyeon 48' | Asistencia: 12 492 espectadores Árbitro(s): Oshane Nation | Asistencia: 12 492 espectadores Árbitro(s): Oshane Nation |

### Cuartos de final
| 4 de junio de 2023 | Corea del Sur       | 1:0 (0:0; 0:0) (t. s.) | Nigeria | Estadio Único Madre de Ciudades, Santiago del Estero         |                                                              |
| 14:30              | Choi Seok-hyeon 95' | Reporte                |         | Asistencia: 10 298 espectadores Árbitro(s): Sánchez Martínez | Asistencia: 10 298 espectadores Árbitro(s): Sánchez Martínez |

| 4 de junio de 2023 | Estados Unidos | 0:2 (0:1) | Uruguay                        | Estadio Único Madre de Ciudades, Santiago del Estero         |                                                              |
| 18:00              |                | Reporte   | Duarte 21' · Wynder 56' (a.g.) | Asistencia: 18 474 espectadores Árbitro(s): Serdar Gözübüyük | Asistencia: 18 474 espectadores Árbitro(s): Serdar Gözübüyük |